# Saïd al-Andalusî
 (juin 2010).
Si vous disposez d'ouvrages ou d'articles de référence ou si vous connaissez des sites web de qualité traitant du thème abordé ici, merci de compléter l'article en donnant les références utiles à sa vérifiabilité et en les liant à la section « Notes et références ».
Saïd al-Andalusî (né à Almería en 1029 - mort à Tolède en 1070) était un qadi arabe,,, chercheur et historien.

## Pensée
Il fut l'élève de Maslama al-Mayriti. Les seuls écrits encore existants sont contenus dans son Livre des Catégories des Nations (Al-tarif bi-Tabaqat al-Umm) écrit en 1068, deux ans avant sa mort, qui traite de l'aptitude aux sciences profanes des diverses nations (première parte) et de leur développement dans l'Inde, en Iran, chez les Chaldéens, en Grèce, chez les Romains, chez les Égyptiens, et chez les Arabes (dans cet ordre, deuxième partie).
Il pensait que certains peuples étaient naturellement doués pour les sciences, d'autres non, et que le climat avait une influence sur eux. Pour étayer cette théorie il prenait comme exemple les Indiens, les Perses, Chaldéens, Égyptiens, Grecs, Africains, Byzantins et autres chrétiens comme les Francs ou certains peuples germaniques, les Arabes, les Juifs, qu'il considérait comme des « nations ». À l'inverse, les Vikings par exemple ne pouvaient pas entrer dans cette catégorie car peuple païen vivant dans un climat froid et nuageux ils sont eux-mêmes devenus froids et grossiers et donc peu éduqués.

## Source
- (en) Cet article est partiellement ou en totalité issu de l’article de Wikipédia en anglais intitulé « Said Al-Andalusi » (voir la liste des auteurs).